# فریگیه هلسپونت

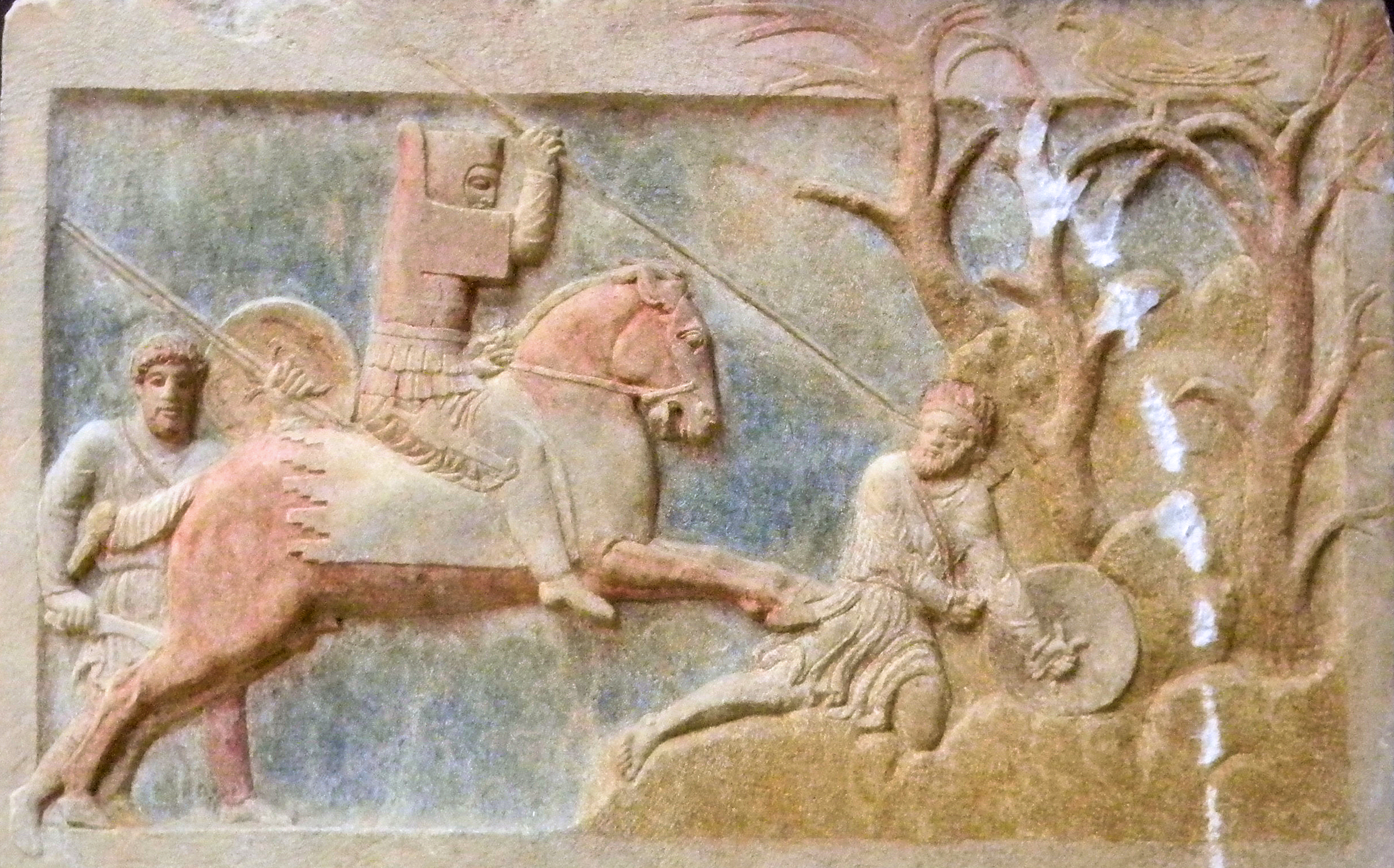
سواره‌نظام دودمان هخامنشی فریگیه هلسپونت به پیاده‌نظام سبک‌اسلحه یونانی حمله می‌کند "، تابوت‌دان چاناق‌قلعه، اوایل قرن چهارم پیش از میلاد.

فریگیه هلسپونت (یونانی باستان: Ἑλλησποντιακὴ Φρυγία Hellēspontiakē Phrygia) یا فریگیه کوچک (: μικρᾶ Φρυγία mikra Phrygia) یک ساتراپی (استان) شاهنشاهی هخامنشی در شمال‌غربی آناتولی (ترکیه امروزی)، و در جنوب‌شرقی تنگه داردانل بود. پایتخت آن داسکیلیون بود و در بیشتر دوران تحت سلطه موروثی دودمان فارناکیان پارسی بود. این استان به همراه فریگیه بزرگ استان‌های اداری منطقه فریگیه گسترده‌تر را تشکیل می‌داد.

## تاریخ

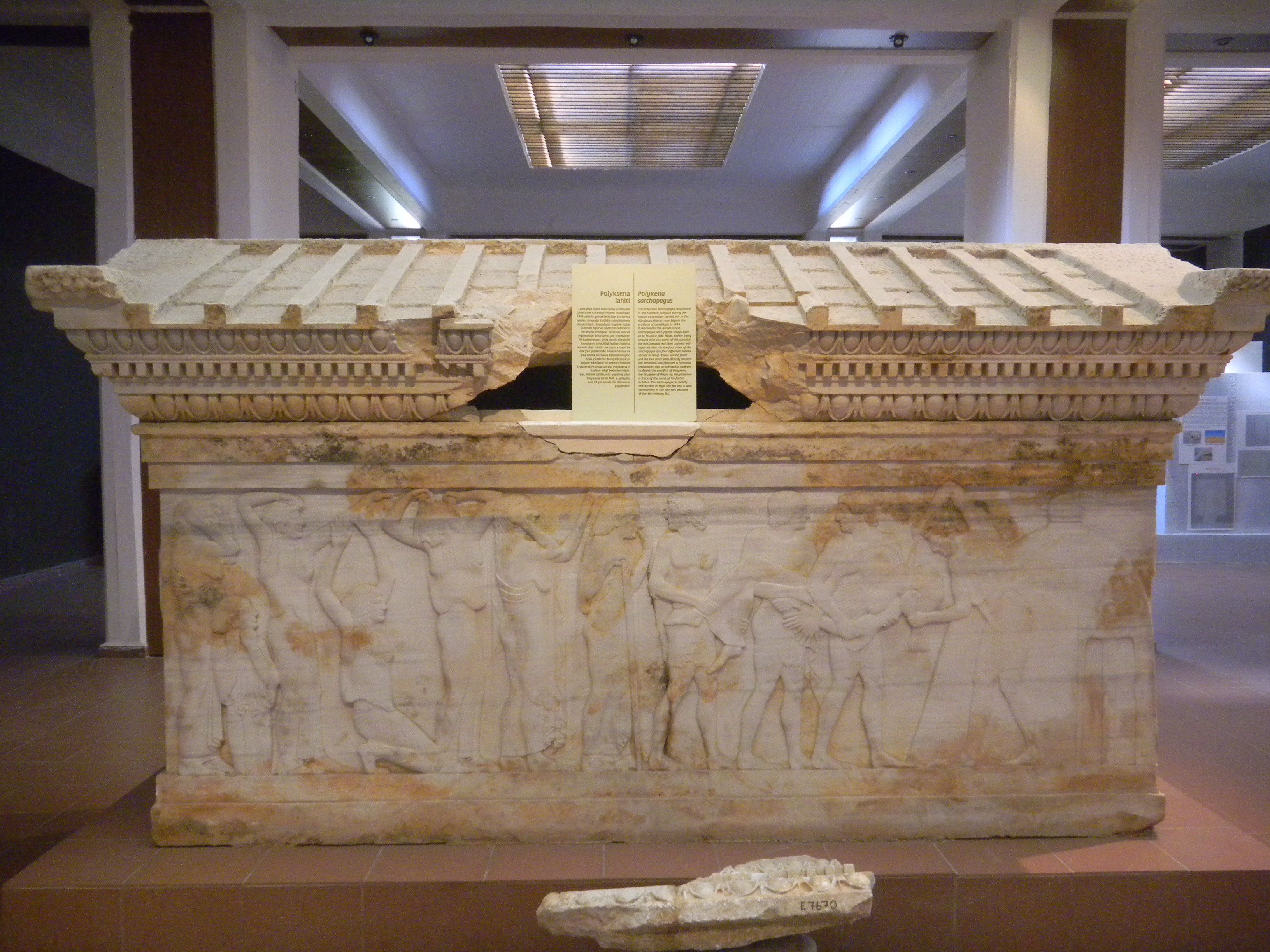
تابوت‌دان پولیکسنا از فریگیه هلسپونت، به سبک یونان باستان،
موزه باستان‌شناسی چاناق‌قلعه.

ساتراپی در آغاز قرن پنجم پیش از میلاد، در زمان سازماندهی مجدد اداری سرزمین‌ها در غرب آسیای کوچک ایجاد شد،  که از مهمترین سرزمین‌های هخامنشی بودند.
قبل از فارناکیان، میتروباتس (حدود ۵۲۵–۵۲۲ پ. م) توسط کوروش بزرگ و کمبوجیه دوم بر این ساتراپی حکمرانی کرده بود و بعد از مرگ کمبوجیه دوم و پیش از به شاهی رسیدن داریوش بزرگ، توسط اورِتِس ساتراپ لیدی ترور شد. بعد از اینکه اورِتِس به فرمان داریوش بزرگ کشته شد بغابوخش (مگابازوس) پسرعموی داریوش بزرگ و پسرش اوبارس دوم به حکومت رسیدند. بعد از اوبارس دوم، عموی داریوش بزرگ فارناک یکم و پسرش به نام آرتاباز یکم در حدود سال ۴۷۹ پیش از میلاد ساتراپ هلسپونت فریگیه شدند و دودمان فارناکیان را تأسیس می‌کنند که تا زمان فتوحات اسکندر مقدونی برجا می‌ماند (۳۳۸ پیش از میلاد).
پس از فتوحات اسکندر مقدونی، چند زن از خانواده فارناکیان و همه دختران آرتاباز دوم، با فرماندهان اسکندر ازدواج کردند: آرتونیس با اِمِنس ازدواج کرد، آرتاکاما با بطلمیوس یکم ازدواج کرد، در حالی که بارسینه ممکن است با اسکندر مقدونی ازدواج کرده و اسکندر از او صاحب پسری به نام هراکلس شده باشد.
فارناباز سوم، پسر آرتاباز دوم، آخرین حکمران این سلسله در کنار مِمنُن (Memnon) به جنگ علیه اسکندر پرداخت و پس از مرگ ممنون رودسی و شکست داریوش سوم در نبرد ایسوس و از دست دادن نیروی دریایی‌اش، قدرت نظامی‌اش بسیار ضعیف شد و در نهایت توسط ارتش اسکندر دستگیر شد.
همان‌طور که اسکندر مقدونی در حال تسخیر و ادغام شاهنشاهی هخامنشی بود، در سال ۳۳۴ پیش از میلاد کالاس، یک ژنرال مقدونی را به عنوان فرمانروای فریگیه هلسپونت منصوب کرد، پس از او پارمنیون را نیز برای تأمین امنیت داسکیلیون، مرکز استان فرستاد. کالاس، به عنوان اولین حاکم غیرهخامنشی این ساتراپی، به جای لقب مقدونی، به وی عنوان فارسی «ساتراپ» اعطا شد و اسکندر به او دستور داد همان خراجی که به داریوش سوم پرداخت شده بود را از رعایای خود، جمع کند.  پس از مرگ اسکندر مقدونی در سال ۳۲۳ پ. م، ساتراپی به لئوناتوس اعطا شد که در جنگ لامیان کشته شد. سپس این منطقه توسط لوسیماخوس تصرف شد، پس از نبرد کروپدیوم (در سال ۲۸۱ از میلاد) به امپراتوری سلوکی اضافه شد و سرانجام در امپراتوری بیزانس ادغام شد.

## ساتراپ‌های پارسی_هخامنشی فریگیه هلسپونت
حکمرانان سلسله محلی فارناک و زمان حکومتشان به ترتیب حکومت آنها عبارتند از:
- میتروباتس (۵۲۰ پیش از میلاد)
- بغابوخش (مگابازوس) (حدود ۵۰۰ پیش از میلاد)
- اوبارس دوم (۴۹۳ پیش از میلاد)
- فارناک یکم (۴۹۳ پیش از میلاد)
- آرتاباز یکم (فریگیه) (۴۷۷–۴۵۵ پیش از میلاد)
- فارناباز یکم (۴۵۵–۴۳۰ پیش از میلاد)
- فارناک دوم (۴۳۰–۴۲۲ پیش از میلاد)
- فارناباز دوم (۴۲۲–۳۸۷ پیش از میلاد)
- آریوبرزن (۴۰۷–۳۶۲ پیش از میلاد)
- آرتاباز دوم (۳۸۹–۳۲۹ پیش از میلاد)
- فارناباز سوم (۳۷۰–۳۲۰ پیش از میلاد)
- آرسیتس (- پیش از میلاد) آخرین ساتراپ ایرانی فریگیه هلسپونت[۷][۸][۹]